# Vittorio Ieralla

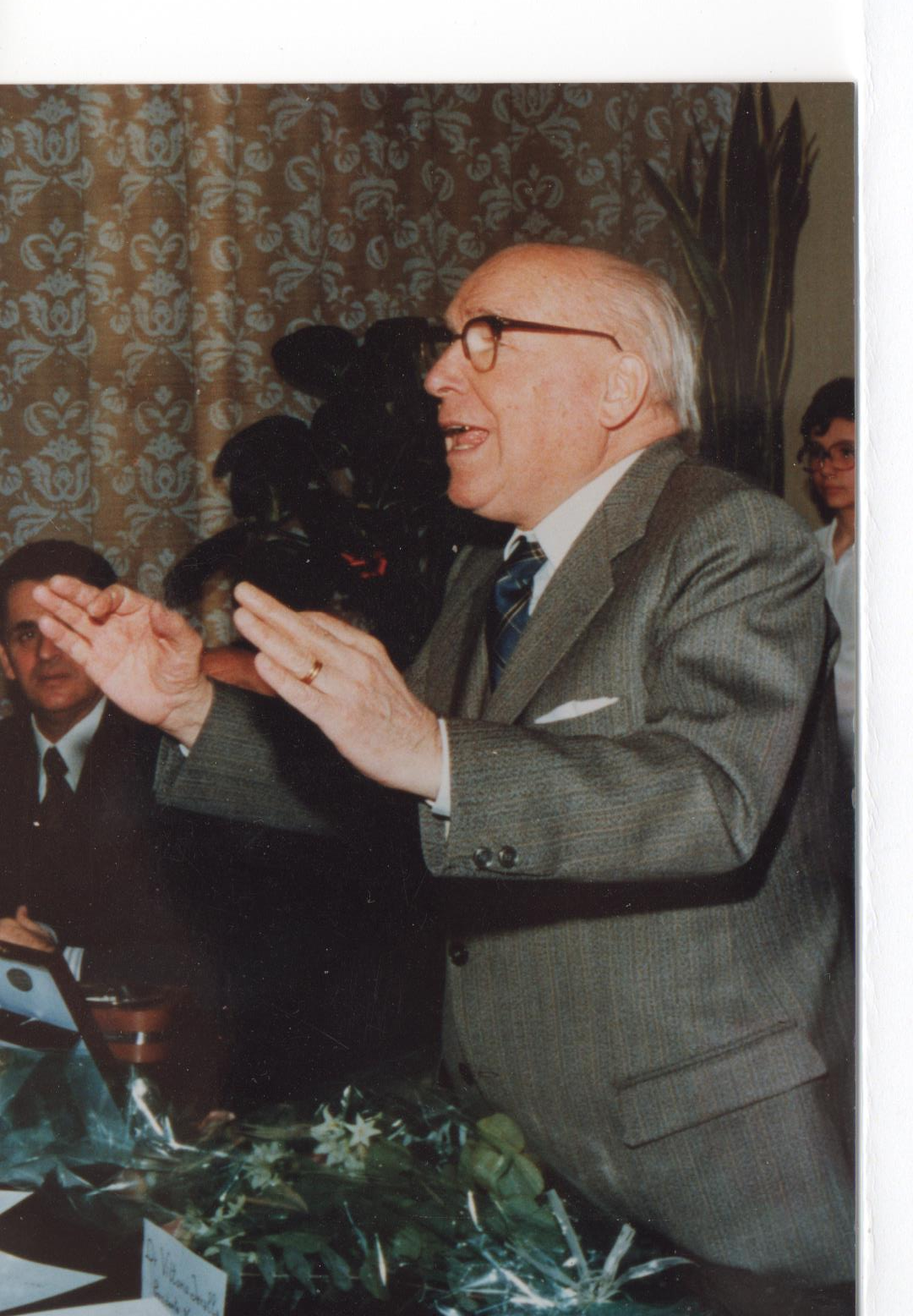
Vittorio Ieralla

Vittorio Ieralla (* 3. August 1903 Triest; † 25. Juli 1982 in Pordenone) war ein italienischer Aktivist.

## Biographie
Vittorio Ieralla wurde am 3. August 1903 in Triest geboren und ertaubte im Alter von drei Jahren. Mit sechs Jahren begann er, die städtische Taubstummenschule zu besuchen, die es nur in Triest gab.
Mit gerade einmal 17 Jahren war er einer der Gründer der Gehörlosenvereinigung „San Giusto“, deren Präsident er wurde. In Zusammenarbeit mit G. Enrico Prestini, dem Leiter der Mailänder Gehörlosenvereinigung, setzte er sich gegen die gesetzliche Diskriminierung von Taubstummen ein, die laut Artikel 340 des italienischen Zivilgesetzbuches im Königreich Italien als arbeitsunfähig eingestuft wurden.  Er trat als Redner für dessen Aufhebung in Konferenzen in Padua, Turin, Rom und Bologna auf, bis die Reform 1929 schließlich angenommen wurde und kurz darauf der berüchtigte Artikel abgeschafft wurde.
Vittorio Ieralla war einer der Gründer der Ente Nazionale Sordomuti (ENS), der italienischen Gehörlosenvereinigung, die ab 1950 per Ministerialerlass als solche anerkannt wurde. im selben Jahr wurde er per Ministerialerlass zum Regierungskommissar der neu gegründeten Nationalen Taubstummenorganisation ernannt. Die erste Generalversammlung der Mitglieder, die dem heutigen Nationalkongress entspricht, fand im Frühjahr 1958 in Assisi statt und Ieralla wurde zum Nationalpräsidenten gewählt.
Von 1951 bis 1955 war er der erste Präsident des Weltverband der Gehörlosen. Und er war der zweite Präsident der ENS, von 1950 bis 1982 vor dem Amtsantritt von Präsident Giovanni De Carlis.
Während der über dreißigjährigen Präsidentschaft der ENS (von 1950 bis 1982) von Vittorio Ieralla wurden in Italien Sozialgesetze zugunsten von Gehörlosen und anderen behinderten Menschen verabschiedet.
In Rom war er 1951 einer der Organisatoren der World Federation of the Deaf, einer weltweiten Stiftung für Gehörlose, zu deren erstem Präsidenten er gewählt wurde. Von 1955 bis 1979 war er sechs aufeinanderfolgende Amtszeiten lang Vizepräsident und erreichte damit einen Rekord, der bis heute unerreicht ist.
Während seiner Amtszeit als Weltpräsident knüpfte er Kontakte zu den Vereinten Nationen, besuchte viele Länder und half, den Zweck und die Mission des Weltverbandes der Gehörlosen zu definieren. Am Ende seiner Präsidentschaft waren 24 Nationen im Weltverband der Gehörlosen vertreten.
Für seine Arbeit erhielt Dr. Ieralla zahlreiche Auszeichnungen. Er wurde mit  den Verdienstorden für nationale und internationale Solidarität 1. Klasse und 1967 mit dem Großkreuz des Verdienstordens der Republik Italien ausgezeichnet. Das Gallaudet College, heute die University of Washington, verlieh ihm 1977 die Ehrendoktorwürde der Rechtswissenschaften.

## Tod und Ehrungen
In der Nacht vom 24. auf den 25. Juli 1982 starb er plötzlich im Schlaf, als er Gast in einem Hotel in Pordenone war, wohin er auf Einladung der örtlichen Taubstummen gereist war, um an einer internationalen Demonstration der „Schweigenden“ teilzunehmen.
Ein Jahr nach seinem Tod, 1983, wurde während der Generalversammlung des Weltverbandes der Gehörlosen in Palermo der „WDF Ieralla Memorial Award“ in seinem Namen ins Leben gerufen.
Sein Gebärdenname wurde mit dem kleinen Finger, der sich in der Form eines J bewegte, ausgeführt.